# Diecezja Alkusz
Diecezja Alkusz (łac. Diœcesis Alquoshensis Chaldaeorum) – diecezja Kościoła chaldejskiego w północnym Iraku, z siedzibą w niewielkiej miejscowości Alkusz. W swej dzisiejszej postaci diecezja została erygowana 24 października 1960. Podlega bezpośrednio chaldejskiemu patriarsze Bagdadu.

## Główne świątynie
- Katedra: Katedra św. Jerzego w Alkusz

## Biskupi diecezjalni
- Abdul-Ahad Sana (1961–2001)
- Mikha Pola Maqdassi (2001–2022)
- Thabet Al Mekko (2022–2025)